# Quincy-le-Vicomte
Quincy-le-Vicomte is een gemeente in het Franse departement Côte-d'Or (regio Bourgogne-Franche-Comté) en telt 193 inwoners (2005). De plaats maakt deel uit van het arrondissement Montbard.

## Geografie
De oppervlakte van Quincy-le-Vicomte bedraagt 19,1 km², de bevolkingsdichtheid is 10,1 inwoners per km².
De onderstaande kaart toont de ligging van Quincy-le-Vicomte met de belangrijkste infrastructuur en aangrenzende gemeenten.

## Demografie
Onderstaande figuur toont het verloop van het inwonertal (bron: INSEE-tellingen).